# Kamienica przy Rynku 27–28 we Wrocławiu
Kamienica przy Rynku 27–28 – kamienica na wrocławskim Rynku, na południowej pierzei Rynku, tzw. stronie Złotego Pucharu.

## Historia kamienicy i jej architektura

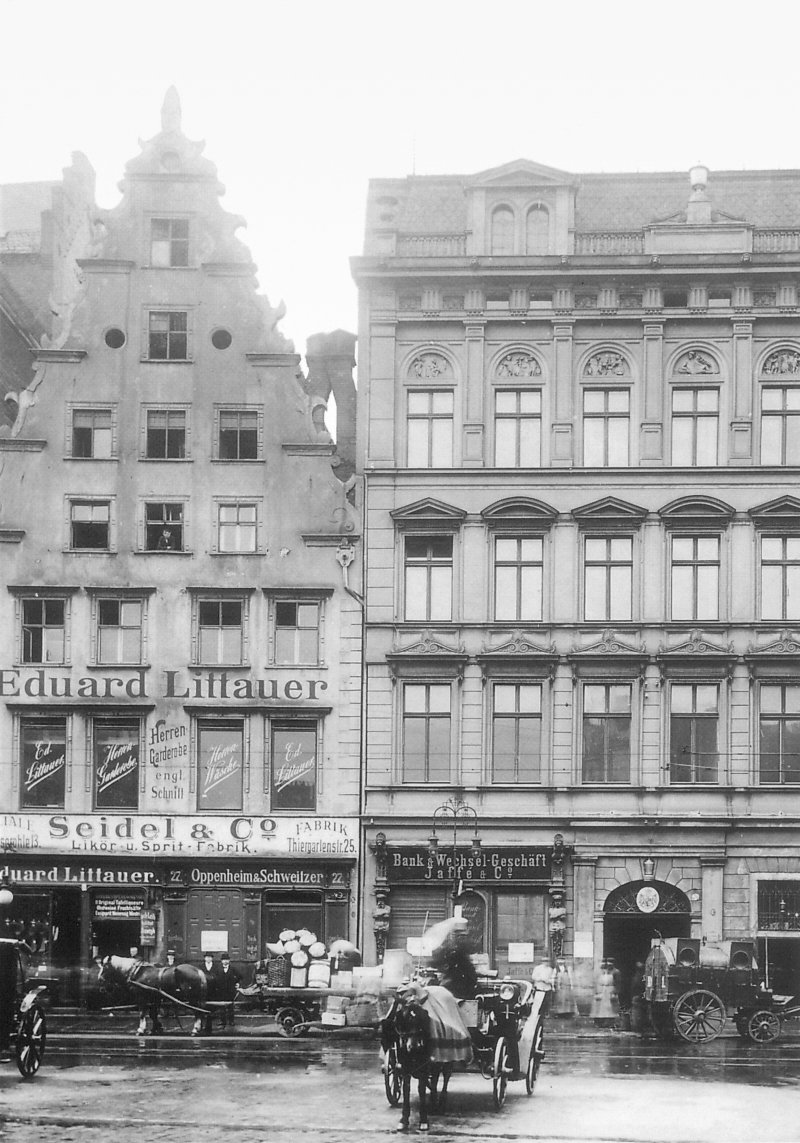
Kamienica Rynek 27 (z lewej) przed wyburzeniem, około 1907–1909

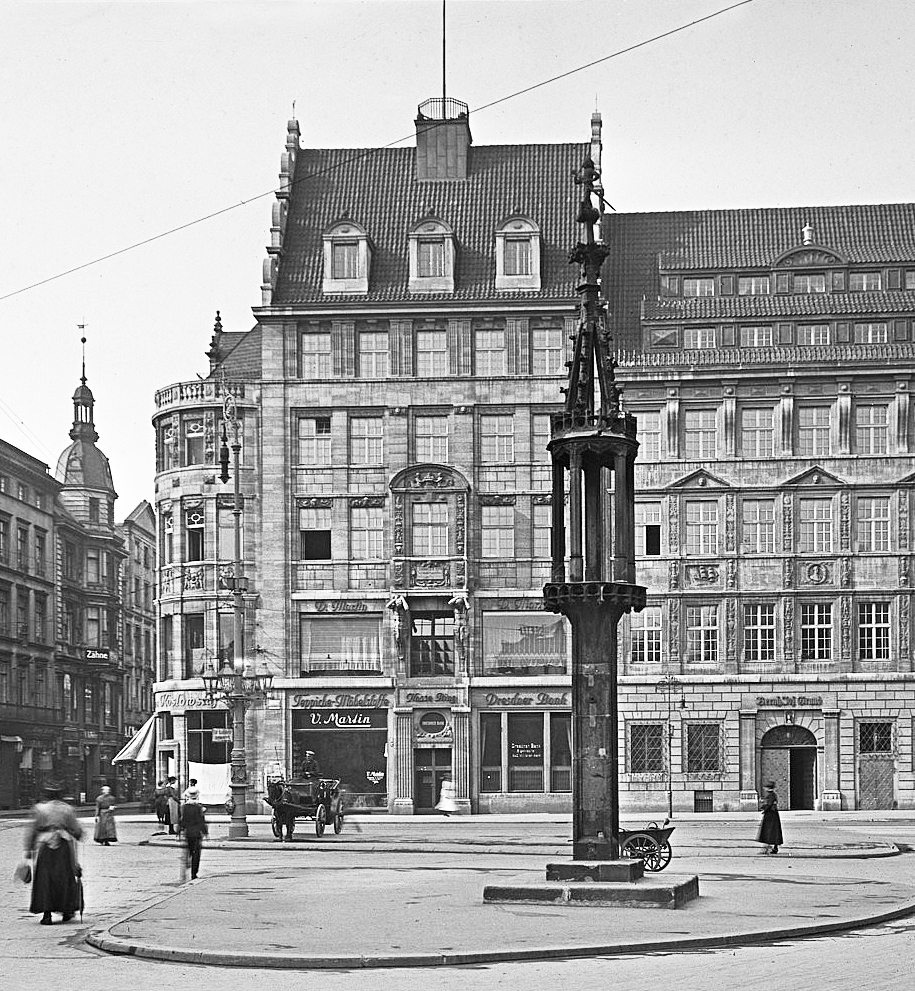
Kamienica Rynek 27–28 po przebudowie 1910–1930

Do 1909 roku były to dwie odrębne parcele, na których stały dwie średniowieczne kamienice o szerokości 10,5 metra i 9 metrów.

### Kamienica nr 27
Pierwsza zabudowa posesji nr 27 pochodzi z XIV wieku. Jej szerokość wynosiła ok. 10,5 metrów zajmowała pełną głębokość lokacyjną. Od strony zachodniej zachował się fragmenty muru datowanego na XIV-XV wiek. W latach 1366–1369 została przebudowana. Kolejna przebudowa miała miejsce w drugiej połowie XVI wieku. Kamienica z tego okresu, zwana potocznie Seidel’sches Haus (Dom Seidela), była wybudowana na planie dwutraktowym: we frontowej części znajdowała się sień i izba, a w tylnej druga izba i przechód. Budynek miał trzy kondygnacje z podziałem na trzyosiową elewację wykończoną po bokach boniowaniem oraz czterokondygnacyjny szczyt z ozdobnymi motywami ornamentu okuciowego. Jej projektantem był prawdopodobnie gdański budowniczy i fortyfikator Hans Schneider von Lindau, odpowiedzialny za projekty wrocławskich fortyfikacji bastionowych.
Od 1758 roku właścicielem kamienicy był potomek Bernharda Josepha Grunda. Przed 1907 w kamienicy swoją siedzibę miały firmy „Littauer” i „Oppenheim & Schweitzer” a część parteru zajmował Bank Wechsel-Geschäft Jaffe & Co.

#### Właściciele i postacie związane z kamienicą
Pierwszym udokumentowanym właścicielem posesji był Hans Rimer. Nieznana jest data nabycia posesji; w 1349 roku sprzedał ją Niclosowi von Sittin (Sitten), a sam zakupił w tym okresie dwie inne działki, w tym kamienicę przy Rynku 15. Sittin od 1347 roku był właścicielem sąsiedniej kamienicy nr 26. Posesja nr 27 znajdowała się w jego rękach tylko przez dwa lata, sprzedał ją kolejnemu, również chwilowemu właścicielowi Richhartowi von Gobin, radnemu w 1362 roku.
W 1355 właścicielem posesji został Mathias Gurteler, zamożny obywatel Wrocławia. W 1360 zakupił on kamienicę narożną nr 28 i dokonał pierwszego jej połączenia. Niestety, chcąc sprzedać połączone posesje jedenaście lat później, nie mógł znaleźć nabywcy na całość przez co zostały one sprzedane rozłącznie. Nowym nabywcą posesji nr 27 na kolejne osiem lat został Nicolaus vom Clettindorf (z Kleciny), inwestor i właściciel wielu kapitałów, czynszów i ziemi.
W 1374 roku kolejny właściciel kamienicy, w odróżnieniu od jego poprzedników, pochodził ze sfery patrycjuszy. Był nim Piotr Beyer młodszy; od 1372 do 1397 był dwudziestokrotnie wybierany do ławy i rady miasta. W latach 1389, 1393–1394, 1396 piastował godność seniora rady, a w 1395 pierwszego ławnika. Jego ojciec, również radca, był właścicielem posesji nr 19. Pomiędzy rokiem 1377 a 1387 Bayer zamienił się posesją z sąsiadem, właścicielem posesji 26, Hansem Schewitz (Schebitz). Prawdopodobnie przyczyną zamiany był brak zabudowy zatylnej i tylnego czy bocznego przejazdu na zaplecze, co miało utrudniać Beyerowi w rozwinięciu jego działalności handlowej. Hans Schewitz w latach 1382 i 1386 zasiadał w radzie. W kamienicy nr 27 mieszkał przez kolejne dwadzieścia lat, do 1410 roku, kiedy to przekazał ją kupcowi norymberskiemu Fritzowi Regelerowi. Ten prowadził działalność handlową m.in. w Koszycach, Brzegu, w Krakowie, a od 1425 był obywatelem Wrocławia. W 1417 roku jego działalność handlowa prowadzona wraz z Mikołajem Strachewiczem zaznała poważnych strat finansowych, przez co jego i wspólnika dom został zajęty przez wierzycieli, krakowskich kupców, Henryka Smeda oraz jego szwagrów Mikołaja i Jana Slepkoglów. Zajęte majątki zostały sprzedane: posesja nr 27 za kwotę 280 grzywien i 17,5 grosza. Nowym właścicielem został Aleksy Banke (Bancke, Banck, Bank).
Aleksy (Alexius) Banke był kupcem, finansistą. W latach 1422–1438 piastował urzędy rajcy i ławnika; w 1437 uzyskał godność seniora rady, a w 1438 pierwszego ławnika. W 1452 pełnił funkcję prowizora Nowego Szpitala Bożego Grobu. Handlował (m.in. szafranem) w Czechach, Wenecji i w Prusach. Był powiernikiem finansowym wyższego duchowieństwa, rentierem, właścicielem ziemskim. Był fundatorem ołtarza w kościele św. Elżbiety w byłej kaplicy rajcy Lutkego von der Neisse. W 1425 roku został właścicielem kamienicy nr 25 na tej samej pierzei Rynku. Prawdopodobnie powodem przeprowadzki pod numer 25 był brak przejazdu na zaplecze.
W 1427 roku nowym właścicielem został Hans Foit, a dwa lata później – zamożny kramarz Vinzenz Frauendienst. Frauendienst utrzymywał kontakty handlowe z Ratyzboną i Norymbergą, gdzie zadłużył się na ogromną kwotę u lokalnych kupców. Zmarł około roku 1440, a kamienica została sprzedana kupcowi Johannesowi Sponsbrugowi, który w tym samym roku pełnił funkcję ławnika. W latach 1439, 1441, 1443, 1447 i 1449 był wybierany na przysięgłego gildii kupieckiej. W 1452 w całości spłacił ciążące na kamienicy obciążenie w wysokości 192 grzywny czynszu. Zmarł w 1452 lub 1453, a zaraz po jego śmierci kamienica została sprzedana małżeństwu Valentinusowi i Magdalenie Hunger, którzy kupili ją w kredycie, a część zapłaty uiszczali spadkobiercom Sponsbruga w kwocie 14 grzywien czynszu wykupnego za 196 grzywny czeskich groszy. W 1464 zmarł Valentinus, a właścicielami posesji została jego żona Magdalena (córka Niklasa Thyme, właściciela kamienicy nr 58). W rękach kamienica została do 1468, kiedy to już z nowym mężem Thomasem Saffranem sprzedała ją i zamieszkała w nowym domu nr 52 przy północnej pierzei Rynku.
Kolejnym właścicielem został kupiec Peter Jenkwitz (Jenckiewicz), pochodzący prawdopodobnie ze śląskiej rodziny szlachecko-patrycjuszowskiej. On to wraz z żoną Apollonią w 1482 oddłużył posesję; był również właścicielem komory w sukiennicach oraz posesji przy ulicy Oławskiej. Zmarł w 1488 roku, a jego spadkobiercami zostali syn Ambrosius oraz młodszy syn Peter i córka Agnes. W ciągu kolejnych dziesięciu lat Ambrosius wykupił udziały rodzeństwa. W kolejnych latach nabył dom przy ulicy Kuźniczej, w latach 1496–1500 posiadał komorę kupiecką, a od 1500 roku zasiadał w ławie oraz w radzie. Zmarł w 1545.

### Kamienica nr 28
Kamienica nr 28 (j. niem.: „An der Kornecke”), narożnikowa o rodowodzie średniowiecznym, była wybudowana na podwójnym planie prawdopodobnie w wyniku połączenia dwóch kamienic, jednej o długości ok. 15 metrów i drugiej o głębokości 8 metrów rozszerzającej się na działkę nr 27. W latach 1466–1483 znajdowała się w niej miejska winiarnia. Była to kamienica o szerokości trzech osi okiennych. Z prawej strony posiadała portal prowadzący do sieni, a następnie do klatki schodowej. Okna w fasadzie posiadały kamienne opaski. Pod koniec XVI wieku kamienica została przebudowana w duchu manieryzmu co widoczne było w szczycie; gzymsy były dłuższe niż w niższych kondygnacjach, płaskie i przerywane w pionie osi. Od strony ulicy Świdnickiej narożnik był ujęty zębatym boniowaniem.
W dokumentach źródłowych przemiennie występowała pod adresem Rynek 28 lub Świdnicka 1, przy czym lokalizacja kamienicy była opisywana jako leżąca przy Targu Zbożem (Ziarnem) (1374, 1399) lub na nim samym (1403,1416). Przy tym samym narożniku Targu Zbożem umiejscawiano kamienicą narożną nr 29.
W 1889 roku kamienica została rozebrana, a w jej miejsce w 1890 został wzniesiony nowy budynek w stylu neoromańskim, na potrzeby Breslauer Wechslerbank, czyli Banku Wekslowego. Jego projektantem był Wilhelm Mertens. Budynek z powodu swej funkcji handlowo-mieszkaniowej posiadał pięć osobnych wejść i sześć klatek schodowych. W 1909 lub w 1910 roku bank został przejęty przez Bank Dresdeński, a całą parcelę zakupił potomek kupca Bernharda Josepha Grunda, który od 1758 roku był właścicielem dwóch sąsiednich kamienic: nr 27 i Kamienicy Pod Złotym Pucharem.

#### Właściciele i postacie związane z kamienicą
Pierwszym znanym z materiałów źródłowych właścicielem kamienicy był mistrz Bertold, mieszkający w niej już przed 1351 rokiem. Jego osoba identyfikowana jest z magistrem Bertoldem z Raciborza, biegłego w prawie. Po raz pierwszy wzmiankowany w 1319 roku jako prokurator książąt śląskich, którzy protestowali przeciwko sposobie ściągania świętopietrza. W 1336 był posłem do kurii papieskiej (zawożąc do Awinionu list Kazimierza Wielkiego), mieszczaninem wrocławskim oraz właścicielem majątku w Różańce. Zmarł przed 1352. Kamienica w Rynku wrocławskim trafiła do jego spadkobierców: córki Agnieszki i syna Stanisława oraz grona innych spokrewnionych osób. W 1360 roku kamienicę zakupił Maciej Gurteler, ówczesny właściciel sąsiedniej kamienicy Rynek 27. W 1366 po nieudanym połączeniu obu kamienic Gurteler sprzedał obie posesji oddzielnie; narożną działkę zakupił Michał von Troppau (z Opawy), wcześniejszy właściciel kamienicy przy ul. Świętego Wojciecha. W latach 1362 i 1367–1372 zasiadał on w ławie i piastował urząd rajcy. Wraz z Henlinem z Głogowa występował jako przedstawiciel monarchy przy akcie hołdowniczym okręgu złotoryjskiego. Zmarł w 1374 roku a posesja została sprzedana Hansowi Hartlieb.
Hans Hartlieb był protoplastą znanego rodu patrycjuszy wrocławskich. Prawdopodobnie już od 1367 roku był wybierany jako rajca lub radny, przy czym niektóre zapisku mogły dotyczyć jego brata. W 1404 roku reprezentowany był przez swojego zięcia (męża córki Agnieszki) Mikołaja Steinkellera, który w 1406 przejął narożna posesję. W kolejnych latach Steinkeller piastował urząd rajcy. Kamienica należała do niego do 1441 roku, a następnie przez kolejne czternaście lat do jego żony i córek: Barbary i jej męża oraz Hedwig.
W 1455 roku posesję zakupił Merten Sneyden, a po jego śmierci (dwa lata później) odziedziczyła ją jego żona. Od 1463 kamienica miała dwóch kolejnych właścicieli: Jocoba Ylawa (1463–1465) i małżeństwo Hansa i Dorotę Kromer (1465–1466). W 1466 roku kamienicę zakupiło miasto w celu urządzenia w niej miejskiej winiarni. Pod nazwą stad weynhaws jest notowana w latach 1468–1472, a w 1472 jako włoska winiarnia. W 1477 roku winiarnię na dwa lata za kwotę 150 węgierskich guldenów rocznie wydzierżawił kupiec i przedsiębiorca górniczy Leonhard Dachs.
W 1483 roku, z nieznanych powodów, miasto sprzedało kamienicę. Jej nabywcą był Lenhard Kromer, a po jego śmierci trzy lata później kamienicę odziedziczył jego syn Jörg Kromer. Jörg był zamożnym kupcem sukiennym i posiadaczem ziemnym; do 1488 oddłużył posesję ze wszystkich 192 grzywien czynszu, by w 1488 odsprzedać kamienicę swojemu bratu, Hansowi Kromerowi. W 1495 posesję odziedziczyła jego żona Barbara.

### Połączenie trzech kamienic
Około 1909 roku firma Bernhard Joseph Grund, będąc właścicielem wówczas kamienicy nr 26, ogłosiła konkurs na wykonanie projektu zgodnie z zaleceniami opiniotwórczej komisji „Stary i Nowy Wrocław”, która powstała ok. 1904 roku i miała za zadanie zapobiegać mocnych ingerencji budowlanych w zabytkowy krajobraz miasta. Projektanci musieli uwzględnić dobudowanie jednej kondygnacji z zachowaniem jej formy szczytowej oraz wyburzenie sąsiedniej kamienicy i wybudowania nowej harmonizującej architektonicznie z budynkiem nr 26. Okna w obu kamienicach miały mieć wielkość i kształt okien mieszkalnych. Całość miała przybrać formę wytwornego domu handlowego. Konkurs wyłowił zwycięzcę firmę Gaze & Böttcherale, ale projekt nie został zrealizowany. Przyczyną tego mogła być zmiana planów właścicieli. W 1910 roku firma Bernhard Joseph Grund wykupiła narożną kamienicę nr 28. Narodził się wówczas plan połączenia wszystkich trzech kamienic. Niezrealizowane projekty Gaze & Böttcher dotyczące szczytowych partii fasady zostały powierzone i zmodyfikowane w 1913 przez pracownię Karla Grossera. Prace budowlane rozpoczęto w 1913 roku.
Obie kamienice nr 27 i 28 zostały wyburzone, a w ich miejsce wzniesiono czteropiętrowy budynek z pięcioosiową fasadą z zaokrąglonym, niższym o dwie kondygnacje, zwieńczonym balkonem narożnikiem. Powstały dom mieszkalno-handlowy zwany „Goldener Becher” został przykryty wysokim dwuspadowym dachem w układzie kalenicowym a jej widoczne od strony wschodniej i zachodniej ściany szczytowe zakończono spływami wolutowymi co miało nawiązywać do ich historycznego rodowodu. Ukłonem w stronę miejsca usytuowania dawnej kamienicy narożnikowej było obniżenie narożnika co pozwoliło na uzyskanie „osi widokowej na płytę Rynku i Ratusz z wylotu wąskiej w tym miejscu i ciasno zabudowanej Schweidinitzerstrasse (ulicy Świdnickiej)”. Nowo wzniesione kamienice zachowały spójność architektoniczną z kamienicą nr 27, „Pod Złotym Pucharem”, głównie dzięki zastosowaniu jednakowej okładziny fasad, umiejscowieniu gzymsów międzykondygnacyjnych na tej samej wysokości oraz zastosowaniu tej samej wielkości okien z gęstymi podziałami szczeblinowymi i przerw między nimi.
Na parterze i pierwszym piętrze budynku znajdowały się firmy usługowe i sklepy, natomiast na wyższych piętrach mieściły się apartamenty.

## Po 1945
Działania wojenne w 1945 roku uszkodziły obie kamienice, zwłaszcza kamienicę narożną. Budynek został odbudowany i przerobiony na obiekt mieszkalno-handlowy, częściowo nawiązujący do formy z ok. 1600 roku. Jego projektantem byli Janusz Bachmiński i Józef Rachwalski pod kierunkiem Marcina Bukowskiego. Na parterze budynku, od czasu odbudowania kamienicy, znajduje się oddział Poczty Polskiej (UP 32).